# Evair
Evair, celým jménem Evair Aparecido Paulino (* 21. únor 1965) je bývalý brazilský fotbalista.

## Reprezentační kariéra
Evair odehrál za brazilský národní tým v letech 1992–1993 celkem 9 reprezentačních utkání a vstřelil v nich 2 góly.

## Statistiky
| Brazílie | Brazílie | Brazílie |
| Roky     | Záp.     | Góly     |
| -------- | -------- | -------- |
| 1992     | 2        | 0        |
| 1993     | 7        | 2        |
| Celkem   | 9        | 2        |